# 彩甲斐街道 出会いの丘
彩甲斐街道 出会いの丘（さいかいのみち　であいのおか）は、埼玉県秩父市の国道140号（大滝道路）沿線にある休憩施設である。

## 概要
1997年（平成9年）12月より着工、ワサビ沢に設けたトンネル掘削で生じたズリ（土砂）の捨て場を整備して1999年（平成11年）1月にオープンした。深いV字谷を刻む豆焼川を渡る豆焼橋の袂に位置する。
敷地面積は5500平方メートルあり、休憩施設は1階は休憩室、2階は近隣にある雁坂トンネルや、東京大学秩父演習林に関する展示室が併設されている。
駐車場は開設当時は大型車9台、普通車38台収容可能で、チェーン着脱場も併設されている。
敷地の南西角にヘリコプター用の場外着陸場があり、埼玉県防災航空隊ヘリコプター墜落事故で使用された実績がある。
2010年（平成22年）7月27日に敷地の一角に墜落事故の殉職者慰霊碑が建立され、その除幕式が行われた

## 施設

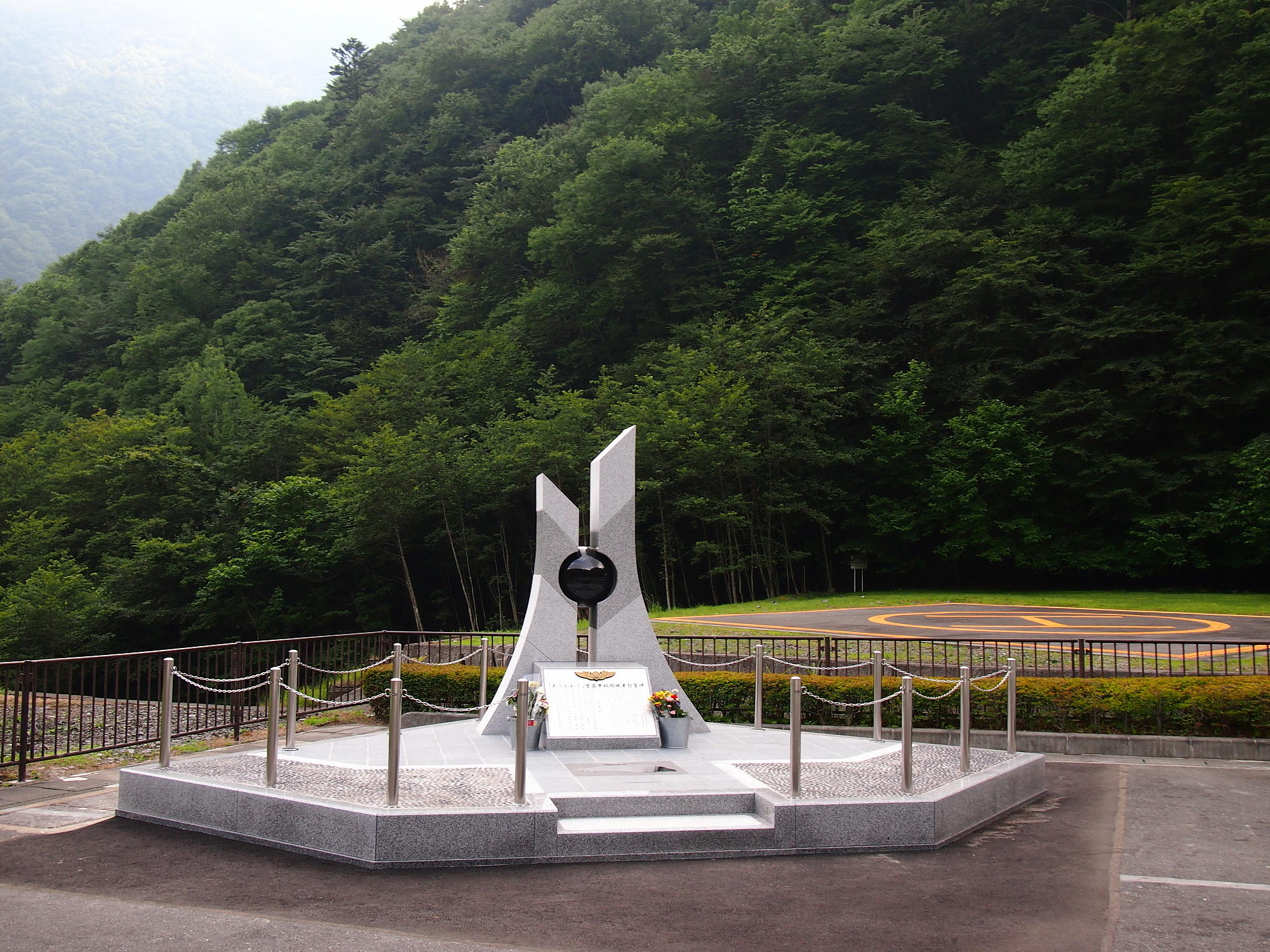
駐車場脇に建っている「あらかわ1」墜落事故殉職者慰霊碑（手前）とヘリポート（奥）

- 駐車場
  - 普通車：26台
  - 大型車：10台
  - 身障者用：1台
- トイレ
- 公衆電話
- 休憩施設
- ワサビ沢展示室
- ヘリポート
- 「あらかわ1」墜落事故殉職者慰霊碑

※飲料の自動販売機などは設置されていない。

## 周辺
- 東京大学秩父演習林
- 豆焼橋
- 奥秩父トンネル
  - 奥秩父トンネル電気室
- 黒岩尾根登山道